# سلوژاتکی
سلوژاتکی (به لاتین: Služátky) یک منطقهٔ مسکونی در جمهوری چک است، که در ناحیه هاولیتشکوف برود واقع شده‌ است. سلوژاتکی ۳٫۰۷ کیلومتر مربع مساحت و ۱۵۸ نفر جمعیت دارد و ۴۶۷ متر بالاتر از سطح دریا واقع شده‌است.